# Carl Gegenbaur
Karl Gegenbaur (Würzburg, 21 de agosto de 1826 — Heidelberg, 14 de junho de 1903) foi um anatomista alemão.
Demonstrou que o campo da anatomia comparada fornece evidências fundamentais suportando a teoria da evolução. Foi professor de anatomia na Universidade Friedrich Schiller de Jena (1855–1873) e na Universidade de Heidelberg (1873–1903), suportando a teoria da evolução de Charles Darwin, sendo professor de Ernst Haeckel, com quem trabalhou a partir de 1858.